# Бернардо Кавалино
Бернардо Кавалино (на италиански: Bernardo Cavallino; 1616, Неапол – 1656, пак там) е италиански художник, представител на Неаполитанската школа по живопис в периода на Барока.

## Биография
Бернардо Кавалино е роден в Неапол, но няма информация за това от какво семейство произлиза. Въпреки че някои от неговите картини са признати като едни от най-изразителните произведения на своето време, не се знае кой е първият му учител, открил способностите му в изобразителното изкуство.
От приблизително 80-те картини, които му се приписват, малко над десет носят неговия подпис, което се дължи и на факта, че художникът работи изключително за частни клиенти и колекционери, от които не са оставени записки за платната му.
Със сигурност се знае, че той е ученик на Андреа Вакаро и Масимо Станционе, от когото заимства хроматичните тонове, като ги примесва с художественото влияние на Антонис ван Дайк. Произведенията на Кавалино могат да бъдат дефинирани като стил, еднакво отдалечен от тенебризма на Караваджо и този на Федерико Барочи с характеристики на римската барокова скулптура. Въпреки всички тези влияния Кавалино остава оригинална и независима художествена личност, чиито платна се отличават с меланхолична особеност на действието, силно осветено в златисти цветове и диагонална композиция на фигурите.
В своята втората художествена фаза художникът се запознава с работата на Артемизия Джентилески, през тези години работеща в Неапол, както е впечатлен и от очарованието на изкуството на Петер Паул Рубенс. В този период художникът се освобождава от влечението към групата на Караваджистите, като се стреми към по-ясен хроматизъм и по-приветлива фигурация.
За едни от неговите шедьоври със сигурност може да се считат платната „Непорочното зачатие“ от 1650 г., запазено в Пинакотека „Брера“ в Милано, както и „Санта Чечилия в екстаз“ от 1645 г., изложено в зала 94 на Музей „Каподимонте“ в Неапол. Други негови известни картини са „Спасяването на Мойсей“, изложена в Италиански галерии – Неапол, и „Избиване на невинните“, запазена в Пинакотека „Брера“ в Милано.
Чумната епидемия в Неапол през 1656 г., покосила половината от населението на града, не прощава както на Бернардо Кавалино, така и на учителя му Масимо Станционе. Бернардо Кавалино умира в Неапол през 1656 г. на 40-годишна възраст и е погребан в Монументалното гробище на града.

## Картини
- „Сянката на Самуел, извикана от Саул“
Гети център
Лос Анджелис, Калифорния
- „Естир и Ахсеурус“
Уфици, Флоренция
- „Христос изгонва търговците от храма“
Национална галерия
Лондон, Англия
- „Сънят на Йосиф“
Национален музей, Варшава
Варшава, Полша
- „Лот с дъщерите си“
Музей „Тисен-Борнемиса“
Мадрид, Испания